# Lindern (Oldenburg)
Lindern (Oldenburg) är en kommun och ort i Landkreis Cloppenburg i förbundslandet Niedersachsen i Tyskland.